# Sanna Tahvanainen
Sanna Erika Tahvanainen, född 13 maj 1975 i Dragsfjärd, är en finlandssvensk författare.

## Karriär
Tahvanainen växte upp tvåspråkig och skriver på svenska. Hon har en filosofie magisterexamen i litteraturvetenskap och kvinnovetenskap från Åbo Akademi och har även studerat dansk litteratur och kvinnoforskning vid Aarhus universitet. Hon debuterade 1994 med diktsamlingen Fostren och publicerade sin första roman, Silverflickan, 2002. För romanen Bär den som en krona erhöll hon 2014 av Svenska litteratursällskapet i Finland ett pris om 10 000 euro ur Paul Werner Lybecks testamentsfond. Hon har även skrivit bilderböcker; Dröm om drakar nominerades till Nordiska rådets pris för barn- och ungdomslitteratur 2016.
Hon har dessutom varit verksam som kulturskribent och kolumnist i bland annat Hufvudstadsbladet. På grund av sin provocerade stil har hon kallats Svenskfinlands Linda Skugge.

### Lyrik
- 1994 – Fostren
- 1998 – Blunda! Blunda!: prosadikter
- 2000 – Vita näsdukars vatten: prosalyrisk berättelse
- 2006 – Jag vill behålla precis allting
- 2008 – Muskedunder
- 2010 – Allting är amerikanskt

### Prosa
- 2002 – Silverflickan
- 2005 – Alltid skogen
- 2013 – Bär den som en krona
- 2016 – Den lilla svarta
- 2019 – Körsbär i snön
- 2022 – Vad gör fjärilar när det regnar?

### Barnböcker
- 2011 – Silva och teservicen som fick fötter
- 2015 – Dröm om drakar
- 2017 – Kurre Snobb och popcornen
- 2020 – Min svarta hund